# Min Ko Naing

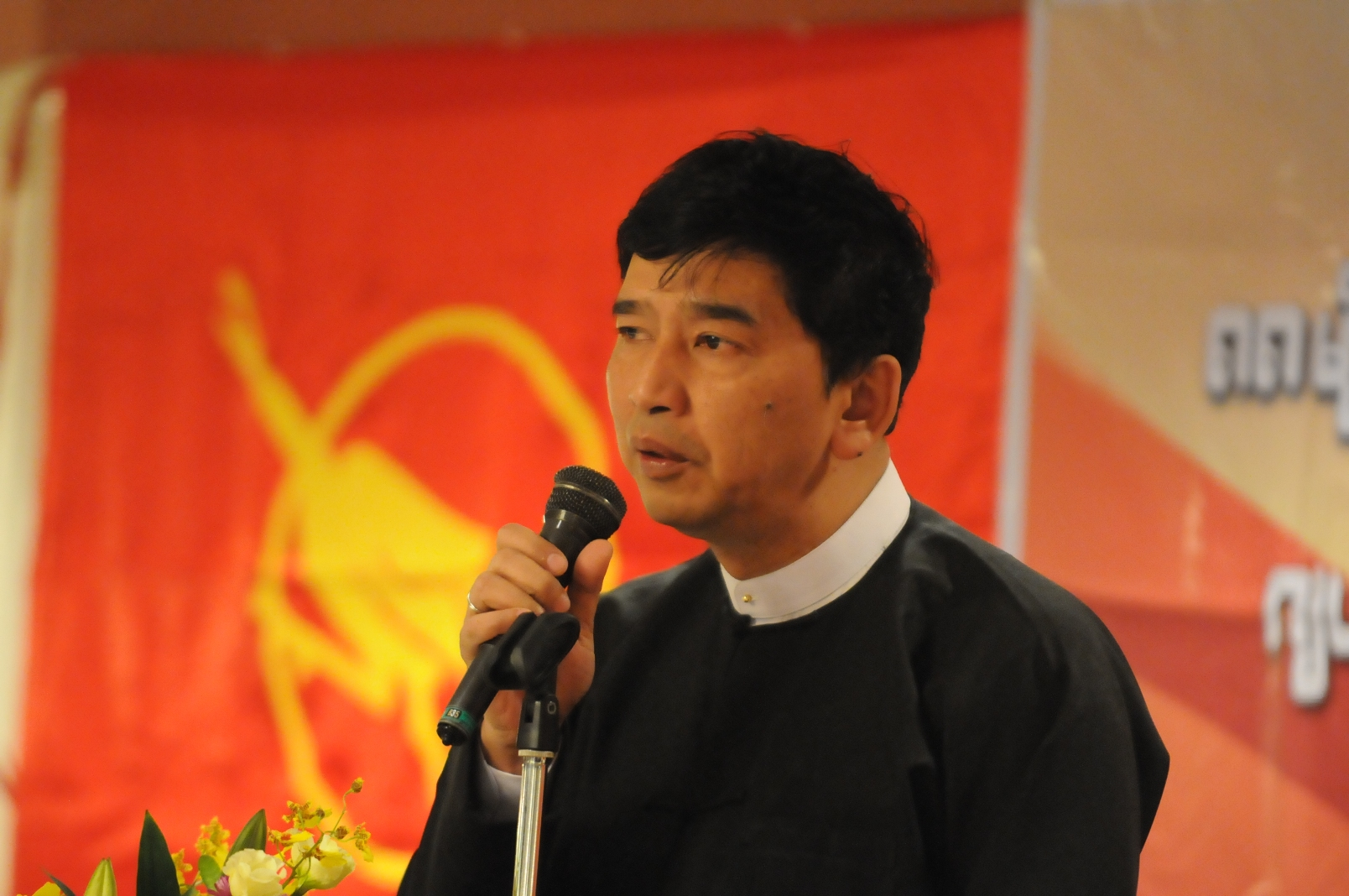
Min Ko Naing in 2014

De zoölogie-student Min Ko Naing (echte naam Paw Oo Tun) (Rangoon, 18 oktober 1962) was een van de leiders van de protesten tegen de Birmese dictatuur in 1988. Toen deze protesten bloedig werden neergeslagen, ging Min Ko Naing ondergronds. Hij werd echter toch ontdekt, en kreeg een straf van 20 jaar voor zijn acties en uitspraken wegens het verstoren van de nationale orde.
Het vonnis werd later tot 10 jaar ingekort, maar aan het einde van die 10 jaar kwam Min Ko Naing niet vrij. Pas in november 2004 werd hij vrijgelaten. Hij zat het grootste deel van zijn gevangenschap in eenzame opsluiting, en werd gemarteld.
Min Ko Naing is geboren uit Mon-Chinese ouders.